# Alvin Fortes
Alvin Mateus Fortes (Rotterdam, 25 mei 1994) is een Nederlands voetballer van Kaapverdische komaf die als aanvaller speelt.

## Clubcarrière
Fortes speelde in de jeugd bij Sparta Rotterdam, UVS en SC Feyenoord en hij maakte in de zomer van 2013 de overstap naar SV Heinenoord. Via het talentenprogramma 'The Chance' kwam hij bij de Nike Football Academy. In september van dat jaar werd hij na een stage prof in Finland bij PS Kemi. Hij speelde tot eind 2013 in zes wedstrijden in de Kakkonen waarbij hij eenmaal scoorde. In maart 2014 werd bekend dat hij in het seizoen 2014/15 zou aansluiten bij Jong FC Dordrecht, maar in mei koos hij voor Jong RKC Waalwijk, dat samen met Jong FC Den Bosch Brabant United zou gaan vormen. Fortes stroomde van daaruit door naar het eerste team van RKC Waalwijk, waarvoor hij op amateurbasis in de Eerste divisie speelde.
Fortes plaatste in oktober 2014 een bericht op Instagram waarin hij meldde dat hij vanaf het seizoen 2015/16 voor SBV Vitesse zou uitkomen. Die overgang kwam in december 2014 vervroegd tot stand, toen hij een contract voor 2,5 seizoen tekende in Arnhem, met ingang van 1 januari 2015. Op 10 februari 2015 werd dit contract ontbonden.
FC Oss maakte in juni 2015 bekend dat Fortes vanaf het seizoen 2015/16 daar tot de selectie zou behoren. Op 18 januari 2016 tekende hij een contract voor anderhalf jaar bij het Turkse Boluspor. Dit liet hij zes maanden later ontbinden wegens een betalingsachterstand. Fortes tekende in juli 2016 een contract tot medio 2018 bij PAE Veria, de nummer veertien van Griekenland in het voorgaande seizoen. Op 31 augustus werd zijn contract echter al ontbonden. In februari 2017 keerde hij terug bij Vitesse en speelde bij Jong Vitesse dat in het seizoen 2016/17 op de zeventiende plaats eindigde en degradeerde daardoor naar de Derde divisie. Hij vervolgde zijn loopbaan Tsjechië bij Zbrojovka Brno. Op 17 januari 2018 werd zijn contract ontbonden. Een week later vervolgde zijn loopbaan in Georgië bij Dila Gori. Vanaf januari 2020 speelt Fortes in Kazachstan voor Qaysar FK Qızılorda. In maart 2021 ging Fortes tot het einde van het kalenderjaar in Oezbekistan voor FK AGMK spelen. Nadat hij een half jaar zonder club zat, sloot hij medio 2022 aan bij Ratchaburi Mitr Phol dat uitkomt in de Thai League 1. In 2023 kwam hij op huurbasis op hetzelfde niveau uit voor Nongbua Pitchaya FC. Begin 2024 ging hij in Maleisië voor Selangor spelen.

### Clubstatistieken
| Seizoen         | Club             | Competitie              | Competitie | Competitie | Beker | Beker | Internationaal | Internationaal | Overig | Overig | Totaal | Totaal |
| Seizoen         | Club             | Competitie              | Wed.       | Dlp.       | Wed.  | Dlp.  | Wed.           | Dlp.           | Wed.   | Dlp.   | Wed.   | Dlp.   |
| --------------- | ---------------- | ----------------------- | ---------- | ---------- | ----- | ----- | -------------- | -------------- | ------ | ------ | ------ | ------ |
| 2013            | PS Kemi          | Kakkonen                | 6          | 1          | 0     | 0     | –              | –              | 0      | 0      | 6      | 1      |
| 2014/15         | RKC Waalwijk     | Eerste divisie          | 10         | 1          | 1     | 0     | –              | –              | 0      | 0      | 11     | 1      |
| 2014/15         | SBV Vitesse      | Eredivisie              | 0          | 0          | 0     | 0     | –              | –              | 0      | 0      | 0      | 0      |
| 2015/16         | FC Oss           | Eerste divisie          | 15         | 1          | 1     | 0     | –              | –              |        |        | 16     | 1      |
| 2015/16         | Boluspor         | PTT 1. Lig              | 5          | 0          | 1     | 1     | –              | –              | 0      | 0      | 6      | 1      |
| 2017/18         | Zbrojovka Brno   | 1. česká fotbalová liga | 12         | 1          | 0     | 0     | –              | –              | 0      | 0      | 12     | 1      |
| 2017/18         | Dila Gori        | Erovnuli Liga           | 14         | 4          | 0     | 0     | –              | –              | 0      | 0      | 14     | 4      |
| 2018/19         | Dila Gori        | Erovnuli Liga           | 34         | 9          | 1     | 1     | –              | –              | 0      | 0      | 35     | 10     |
| 2019/20         | Dila Gori        | Erovnuli Liga           | 0          | 0          | 1     | 2     | –              | –              | 0      | 0      | 1      | 2      |
| 2019/20         | Kaysar Kyzylorda | Premier Liga            | 14         | 1          | 0     | 0     | –              | –              | 1      | 0      | 15     | 1      |
| 2021            | FK AMGK Olmaliq  | Superligasi             | 18         | 3          | 1     | 1     | 6              | 0              | 0      | 0      | 24     | 4      |
| Carrière totaal | Carrière totaal  | Carrière totaal         | 127        | 21         | 6     | 5     | 6              | 0              | 1      | 0      | 140    | 26     |

## Interlandcarrière
Fortes maakte op 1 juni 2018 zijn debuut voor het Kaapverdisch voetbalelftal in een vriendschappelijke wedstrijd tegen Algerije als invaller na 78 minuten voor Ricardo Gomes.